# إدي ويلسون (لاعب كرة قاعدة)
إدي ويلسون (بالإنجليزية: Eddie Wilson)‏ هو لاعب كرة قاعدة أمريكي، ولد في 7 سبتمبر 1909 في هامدن في الولايات المتحدة، وتوفي بنفس المكان في 11 أبريل 1979.

## وصلات خارجية
- إدي ويلسون على موقعبيزبول رفرنس.كوم (الدوري الرئيسي) (الإنجليزية)
- إدي ويلسون على موقعبيزبول رفرنس.كوم (الدوري الثانوي) (الإنجليزية)